# Port de Campbieil
Le port de Campbieil est un col de montagne pédestre des Pyrénées à 2 596 mètres d'altitude entre le Lavedan et la vallée d'Aure, dans le département français des Hautes-Pyrénées en Occitanie.
Il relie la vallée de Campbieil à l’ouest (Lavedan), au vallon de Badet (vallée d'Aure).

## Toponymie
Le mot port signifie en gascon « porte » ou « col », c'est le pendant de puerto en espagnol.
En occitan, camp vielh signifie « camp, territoire » et vieilh signifie « vieux, ancien », ce qui donne : « camp vieux ».

## Géographie
Le port de Campbieil est situé entre le pic de Campbieil (3 173 m) au nord et le soum des Salettes ou pic des Aguilous (2 976 m) au sud. Il surplombe le lac de Bassia à l’ouest et la station de ski de Piau-Engaly à l’est.

### Hydrographie
Le col délimite la ligne de partage des eaux entre les bassins de l'Adour côté ouest et de la Garonne côté est, qui se déversent dans l'Atlantique.

## Protection environnementale
Le col est situé dans le parc national des Pyrénées et fait partie d'une zone naturelle protégée, classée ZNIEFF de type 1, « montagnes de Campbieil et Barrada et vallon du Barrada » et « vallon de Badet et Soulane d'Aragnouet », et de type 2 « haute vallée du gave de Pau : vallées de Gèdre et Gavarnie ».

## Voies d'accès
Le versant ouest est accessible depuis le hameau de Gèdre-Dessus, suivre l'itinéraire des Granges de Campbieil ou lac de Bassia.
Sur le versant est, depuis le parking supérieur de la station de Piau-Engaly, suivre l'itinéraire du lac de Badet.